# Doris Duke
Doris Duke (Nueva York, Estado de Nueva York, 22 de noviembre de 1912-Beverly Hills, California, 28 de octubre de 1993) fue una polifacética y acaudalada heredera, filántropa, horticultora, y coleccionista de arte estadounidense.
Hija de un inmensamente rico magnate del tabaco, Duke fue capaz de financiar una vida de viajes internacionales e intereses de gran alcance. Estos abarcaban en el periodismo, competición de surf, piano jazz, conservación de la fauna, arte oriental y Hare Krishna.
Gran parte de su trabajo estuvo centrado en la finca de su padre en Hillsborough Township, Nueva Jersey, donde creó muchos jardines elaborados con temas, decorándolos con objetos adquiridos en sus viajes por el mundo, constituyendo los Duke Gardens una de las mayores exhibiciones botánicas interiores de Estados Unidos. Ella también se mostró activa en la preservación de más de ochenta edificios históricos en Newport, Rhode Island.
Casada dos veces y divorciada otras tantas, Duke disfrutó de una colorida vida privada que rara vez estuvo fuera de la prensa de los chismes.
Su trabajo filantrópico continuó en su vejez, algunos de ellos desconocidos por el público durante su vida, y se estima en 1300 millones de dólares la fortuna que se quedó en gran parte a la caridad. Después de mucho desafío legal de los ejecutores y administradores, el legado de Duke es ahora administrado por la Fundación "Doris Duke Charitable Foundation", dedicada a la investigación médica, la prevención de la crueldad con los niños y los animales, las artes escénicas, la fauna y la ecología.

## Familia y juventud
Duke era la única hija del magnate del tabaco y la producción hidroeléctrica James Buchanan Duke y su segunda mujer, Nanaline Holt Inman, viuda de William Patterson Inman. A su muerte en 1925, Duke legó la mayor parte de sus bienes a su esposa e hija, además de unos 17.000.000 dólares que legó a la fundación "The Duke Endowment" que el había creado en 1924, en dos cláusulas independientes de su testamento. El valor total de su patrimonio no fue revelado, pero se estima en unos 60.000.000$ y $100,000,000. la mayor parte derivada de su participación en la sociedad American Tobacco Company y en la precursora de la Duke Power Company.
Doris Duke pasó su niñez en la finca de su padre Duke Farms, de una extensión de unos 11 km² (2.700 acres) situada en Hillsborough Township, Nueva Jersey. Debido a la ambigüedad en el testamento de James Duke, se presentó una demanda para impedir la subastas y ventas directas de sus inmuebles, en este sentido, Doris Duke demandó con éxito a su madre y otros albaceas para evitar las ventas.
Uno de los bienes en cuestión era la mansión que James B. Duke tenía en el número 1 de la calle East 78th que más tarde sería la sede del Instituto de Bellas Artes de la Universidad de Nueva York en la New York University.
Fue presentada en sociedad como debutante en un baile en Rough Point, la residencia de la familia en Newport, Rhode Island en 1930, cuando tenía 18 años. Al cumplir 21, 25 y 30 años recibió grandes legados derivados del testamento de su padre, por los que ha sido conocida como la "muchacha más rica del mundo". Su madre murió en 1962, dejándole sus joyas y un abrigo.

## Vida adulta

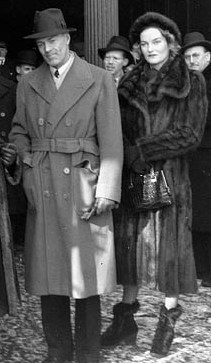
Doris Duke junto a su primer marido, James H. R. Cromwell.

Cuando Duke alcanzó mayoría de edad, utilizó su riqueza para perseguir una variedad de intereses, incluidos los largos viajes alrededor del mundo y las artes. Durante la Segunda Guerra Mundial, trabajó en una cantina de los marineros en Egipto, teniendo un salario de un dólar al año. Doris Duke hablaba fluidamente francés. En 1945, Duke comenzó una carrera de corta vida como corresponsal extranjero para el International News Service, informando desde diferentes ciudades de toda la Europa devastada por la guerra. Después de la guerra, se trasladó a París y escribió para la revista Harper's Bazaar.
Mientras vivía en Hawái, Duke se convirtió en la primera mujer en participar en competiciones de surf bajo la tutela del campeón de surf y nadador olímpico Duke Kahanamoku y sus hermanos. Una amante de los animales, en particular, sus animales domésticos tales como perros y camellos, en sus últimos años se convirtió en una defensora de los animales en general con su "Refugio de Vida Silvestre", una conservacionista del ambiente, y una patrocinadora de la preservación histórica.
El interés de Doris Duke en horticultura la condujo a una amistad con el ganador del Premio Pulitzer granjero científico y autor Louis Bromfield, quien administraba la "Malabar Farm", su casa de campo en Lucas, Ohio en Richland County. Hoy en día, la finca de Bromfield es parte de Malabar Farm State Park, que fue posible gracias a una donación de Doris Duke que ayudó a comprar la propiedad tras la muerte de Bromfield. Una sección de árboles allí se dedica a ella y lleva su nombre.
A la edad de 46 años, Doris Duke comenzó a crear los Duke Gardens, un jardín de exhibición al público de plantas exóticas en un gran invernadero, en memoria de su padre James Buchanan Duke. Mandó edificar nuevas estructuras de invernaderos junto al invernadero de Horace Trumbauer en su casa de Duke Farms, New Jersey. Cada uno de los once jardines interconectados era una recreación a escala real de un tema del jardín, país o época, inspirado en los Longwood Gardens de DuPont. Doris Duke diseñó los elementos arquitectónicos, artísticos y botánicos de la muestra sobre la base de las observaciones de sus extensos viajes internacionales. También trabajó en su instalación, a veces trabajando 16 horas al día. La construcción de los jardines comenzó en 1958; una redescubierta imagen de la iluminación nocturna de los jardines franceses en la década de 1970 es un ejemplo de la atención al detalle que Duke continuamente prodigó en los jardines a lo largo de su vida.
Doris Duke había aprendido a tocar el piano a una edad temprana y había desarrollado un afecto de por vida hacia el jazz, así mismo se hizo amiga de músicos de jazz. También le gustaba la música gospel y cantaba en un coro de gospel.
En 1966 Doris Duke estaba detrás del volante de un automóvil alquilado cuando se tambaleó hacia delante y aplastó al diseñador de interiores Eduardo Tirella cuando estaba abriendo las puertas de la mansión que estaban restaurando en Newport, Rhode Island. Si bien por la policía se descartó un accidente, la familia de Tirella demandó y ganó $ 75,000 cuando se encontró a Doris Duke como culpable de una negligencia.

## Casas

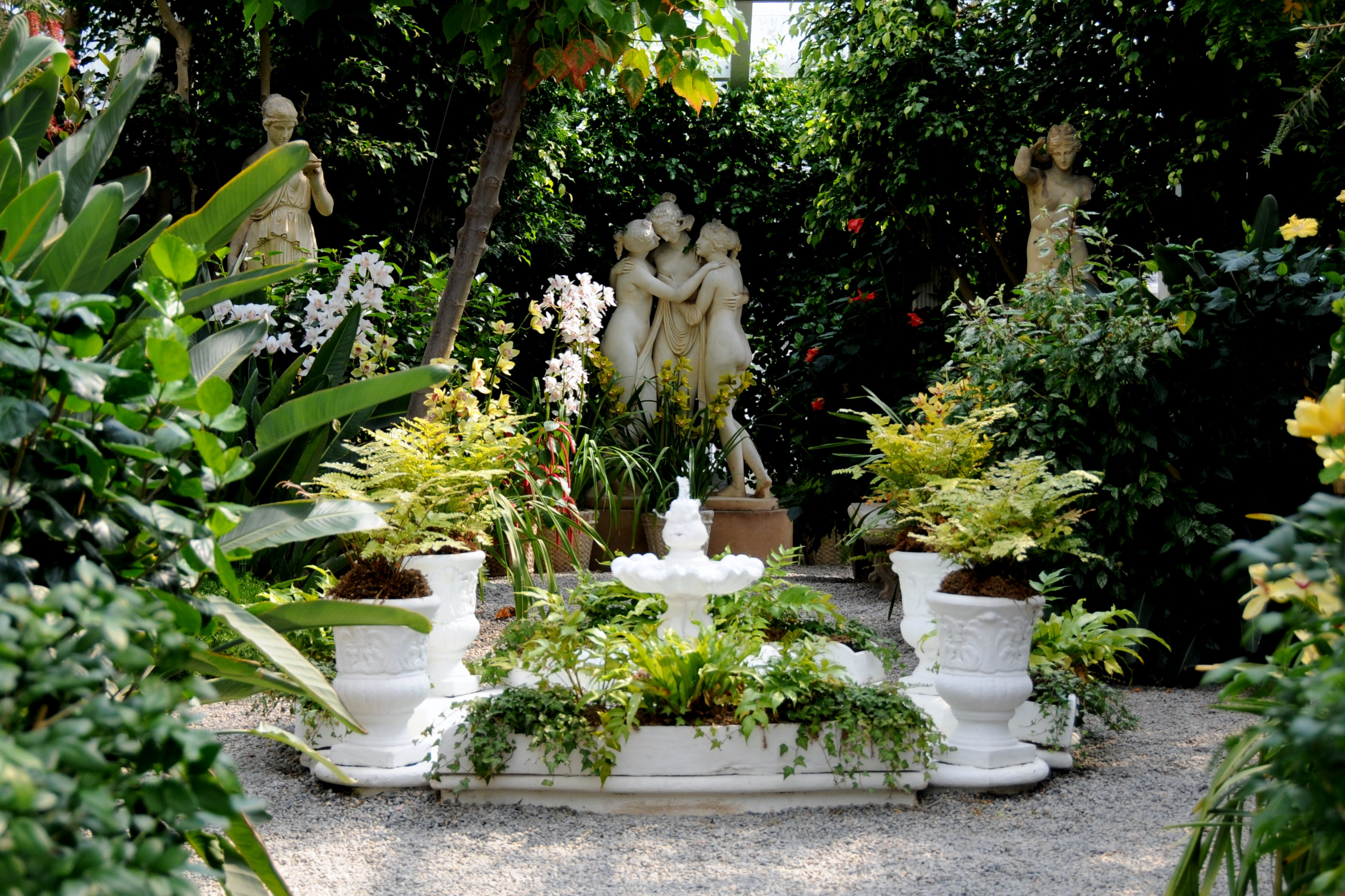
Doris Duke creó el jardín italiano para exhibir las esculturas que su padre había coleccionado, como esta réplica de las tres gracias de Canova.

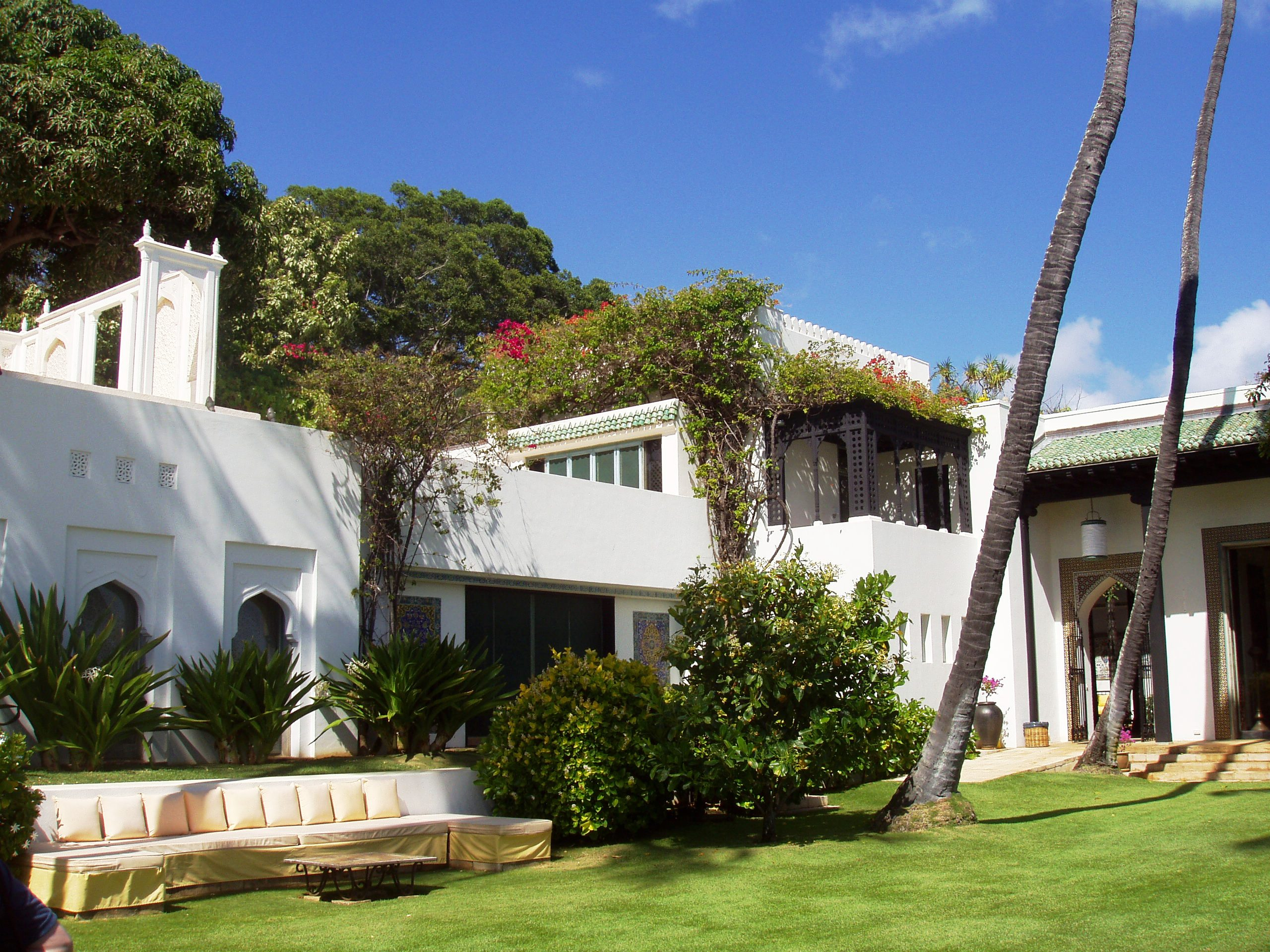
"Shangri La" de Doris Duke en Honolulú.

Doris Duke adquirió una serie de casas. Su principal residencia y domicilio oficial fue Duke Farms, la propiedad de su padre de 2,700 acres (11 km²) extensión en Hillsborough Township, Nueva Jersey. Aquí creó los Duke Gardens, 60,000 pies cuadrados (5,600 m²) una de las muestras botánicas de interior más grandes de Estados Unidos.
Otras residencias del Doris Duke fueron privadas durante toda su vida: se pasaba los fines de semana de verano trabajando en sus proyectos de la "Newport Restoration Foundation" durante su estancia en Rough Point, las 49 salas de su mansión de estilo señorial inglés que heredó en Newport, Rhode Island. Los inviernos los pasaba en una finca que se construyó en la década de 1930 y nombrada "Shangri La" en Honolulú, Hawái; y en "Falcon's Lair" en Beverly Hills, California, la que una vez fue la vivienda de Rudolph Valentino. También tenía abiertos como vivienda dos apartamentos en Manhattan: un ático de 9 habitaciones con una balconada de 1,000 pies cuadrados (93 m²) que da al 475 Park Avenue que actualmente es propiedad de la periodista Cindy Adams; y otro apartamento cerca de Times Square que se utiliza exclusivamente como oficina para la gestión de sus asuntos financieros. Doris Duke se compró su propio Boeing 737 jet y redecoró el interior para viajar entre sus hogares y en sus viajes a través del mundo para adquirir nuevas obras de arte y plantas. El aparato incluye una habitación decorada para parecerse a una habitación de una casa real. Doris Duke tenía dificultad para permanecer en un lugar, y cuando ella llegaba a alguna parte, inmediatamente tenía el deseo de ir a otro lugar. Doris Duke era una práctica ama de casa, subiendo por una escalera de un andamio de tres pisos para limpiar azulejos, en el patio de Shangri La, y trabajando codo con codo con sus jardineros en Duke Farms.
Tres de las residencias de Doris Duke son gestionados actualmente por las filiales de la Doris Duke Charitable Foundation y permiten el acceso público limitado. Duke Farms en Nueva Jersey está administrado por la Duke Farms Foundation; un recorrido en video de los ex Duke Gardens está disponible. Rough Point fue traspasada a la Newport Restoration Foundation en 1999 y abierta al público en el 2000. Las visitas están limitadas a 12 personas. Shangri-La está administrada por la Doris Duke Foundation for Islamic Art; pequeños recorridos personales y una visita virtual están disponibles en la Red.